# Domènec Servetó Bertran
Domènec Servetó Bertran (Terrassa, 4 d'agost de 1904 - afusellat a la Central d'Eysses, Vilanuèva d'Agen, 23 de febrer de 1944) fou un combatent republicà i activista de la resistència contra els nazis.
Servetó era comptable i es casà el 1930 amb Tomasa Badia, amb qui tingué un fill un any després. Durant la Guerra Civil s'implicà en activitats secretes a favor de la República, ja que era activista del PSUC i de la UGT. Restà clandestinament en territori espanyol però el 1940 es refugià a França i fou internat al camp de Sètfonts (Tarn). Allí organitzà una cèl·lula del Partit Comunista d'Espanya i aprofità el seu treball a l'exterior per organitzar diverses accions. Fruit d'una delació fou arrestat el 7 de juliol de 1941 i condemnat a sis anys de treball forçós pel tribunal militar de Montauban. Va ser traslladat a la Central d'Eysses el 1943. Allà fou ferit per una granada el 19 de febrer de 1944 durant una insurrecció. Fou condemnat a mort i afusellat el 23 de febrer, junt amb altres 11 companys d'insurrecció. No va ser fins a 2010 que França el va reconèixer oficialment com a "Mort per França".